# Bitwa pod Cyrtą
Bitwa pod Cyrtą – starcie zbrojne, które miało miejsce w roku 106 p.n.e. w trakcie wojny jugurtyńskiej (111–105 p.n.e.)
W roku 106 p.n.e. armia rzymska została zaatakowana przez Numidów około 200 km na południe od stolicy kraju. Walka toczona w całkowitych ciemnościach zakończyła się odparciem przeciwnika dzięki zdecydowanej postawie Gajusza Mariusza. Wojska rzymskie zajęły następnie dwa blisko siebie położone wzgórza, na jednym z nich zakładając obóz. Tymczasem armie Jugurty i Bokchusa otoczyły oba wzniesienia, szykując się do walki o świcie. W jej skład wchodzili Mauretańczycy, Numidowie oraz Getulowie. 
Rankiem Rzymianie wypadli z obozu, uderzając na niespodziewającego się niczego przeciwnika. W szeregach Numidów wybuchła panika, ścigani ponieśli ogromne straty. W ręce Rzymian wpadła wielka ilość broni oraz sztandary armii królewskiej. Klęska nie oznaczała jednak końca numidyjskiej armii. Kilka dni później nadszedł syn Bokchusa, Woluks z nowymi wojskami Mauretańczyków. 
Wojska rzymskie pomimo zwycięstwa były wyczerpane walką i kierowały się na leża zimowe. Po 4 dniach marszu w okolicy Cyrty Rzymianie ponownie napotkali armię Numidów. Bitwę rozpoczął kwestor Sulla dowodzący jazdą na prawym skrzydle. Równocześnie z atakiem Sulli doszło do starcia piechoty mauretańskiej dowodzonej przez Bokchusa i jego syna Woluksa z tylną strażą Rzymian. Straż przednia armii Mariusza walczyła tymczasem z oddziałami Jugurty. 
W wyniku zaciętej bitwy Sulla rozgromił jazdę mauretańską na prawym skrzydle, kierując się następnie na wojska Bokchusa. Mauretańczycy bojąc się okrążenia rozpoczęli odwrót, ścigani przez Rzymian. Równocześnie Gajusz Mariusz pokonał przeciwnika na lewym skrzydle, wspierając oddziały straży przedniej, ulegające powoli wojskom samego Jugurty. Otoczony król wyrwał się z okrążenia, tracąc jednak wielu ludzi. Armia numidyjska została zdziesiątkowana. Bitwa pod Cyrtą była ostatnim starciem w trakcie wojny, a armia Numidów przestała istnieć. 